# Пыж (оружие)

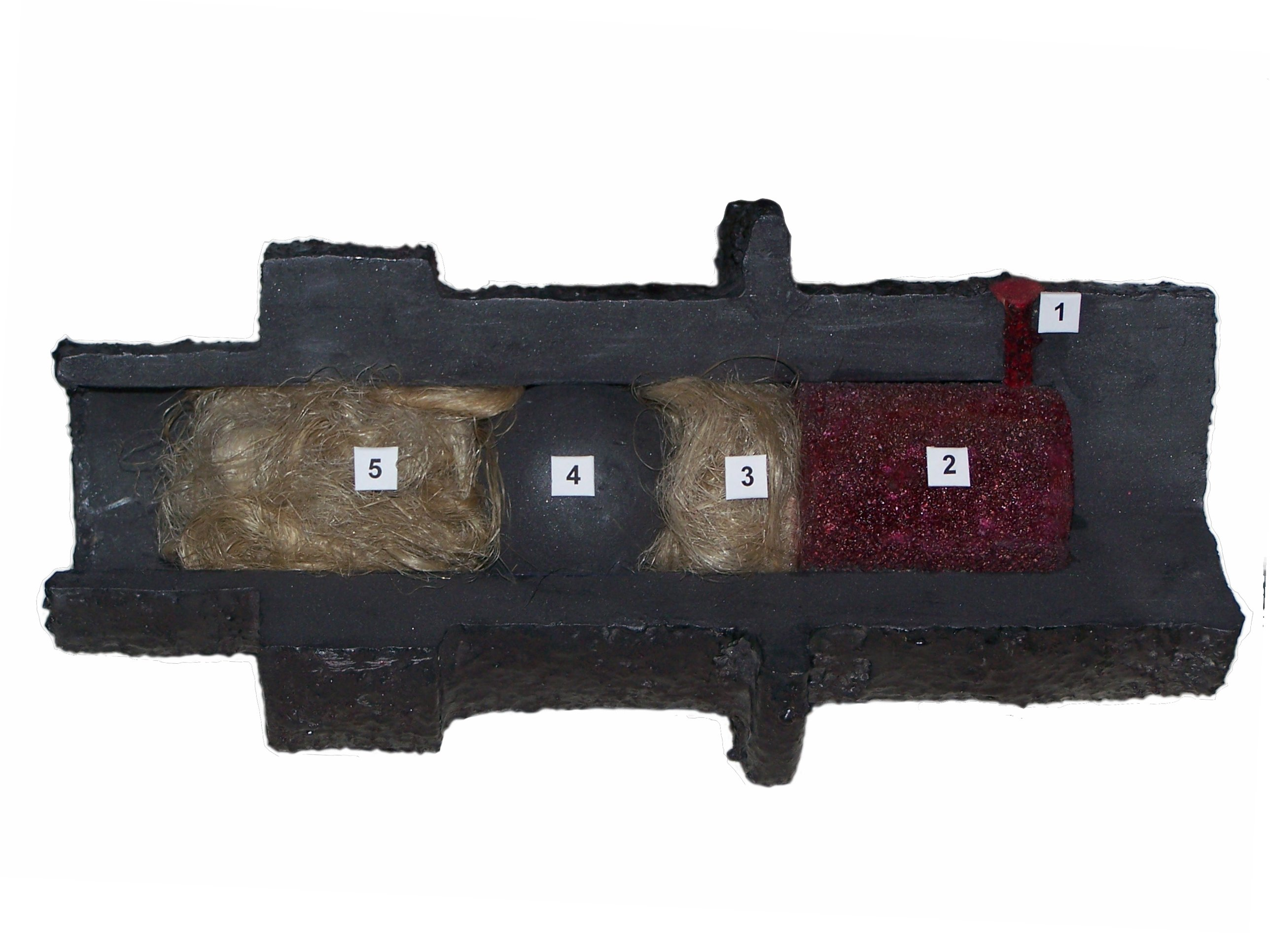
Заряженная пищаль в разрезе: 1 — запальное отверстие, 2 — пороховой заряд, 3 — уплотнительный пыж (пакля), 4 — пуля, 5 — фиксирующий пыж.

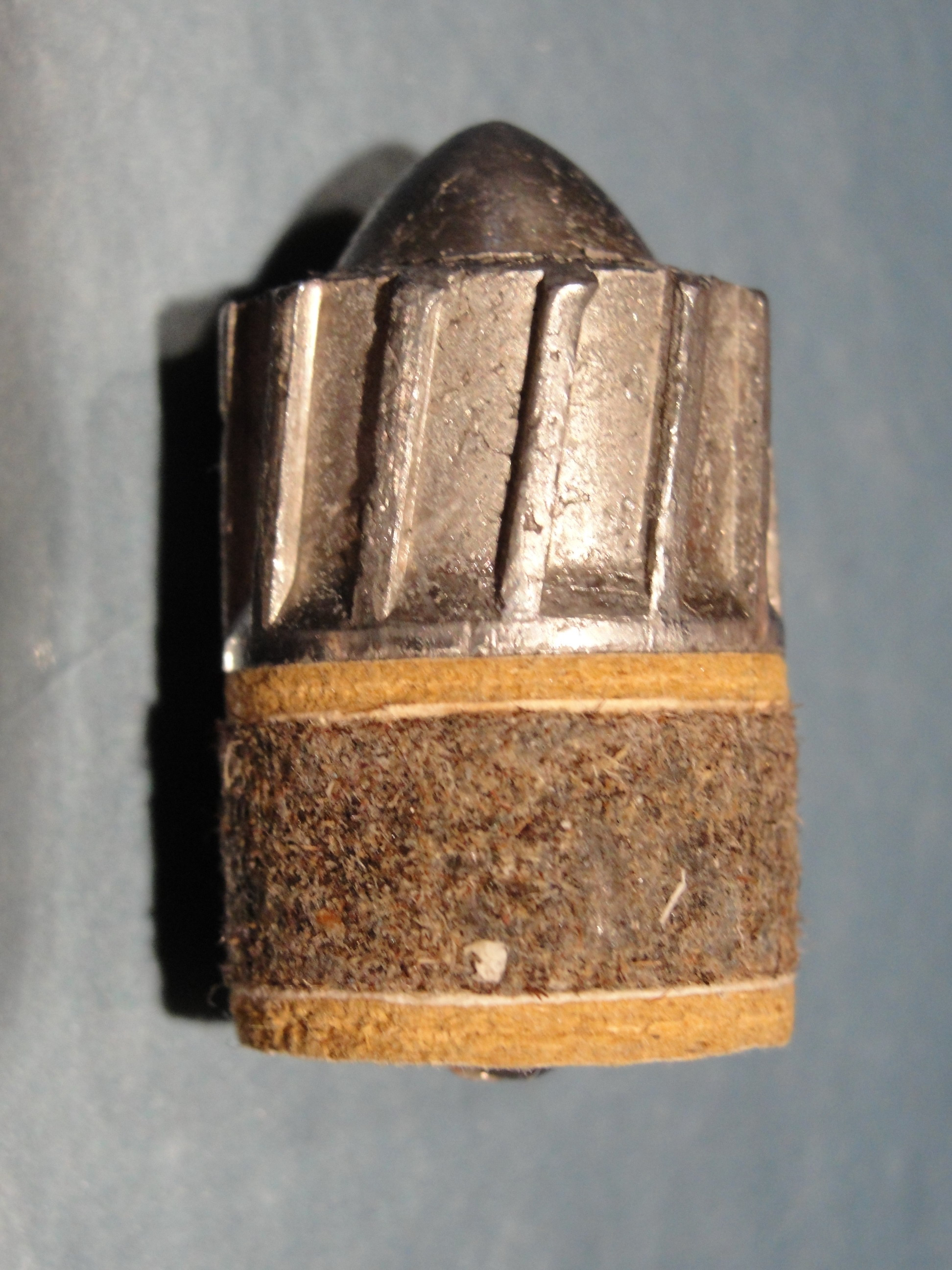
Пуля Бреннеке классического образца с войлочным пыжом-обтюратором.

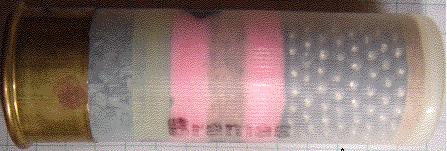
Ружейный патрон 12-го калибра в прозрачном пластиковом корпусе, пыжи розового, белого и бежевого цветов.

Пыж (устар. пыжина) — элемент выстрела, артиллерийского или гранатомётного огнестрельного оружия и патрона для спортивного и гладкоствольного стрелкового оружия, который размещается между пороховым зарядом и поражающим элементом (дробью, пулей и тому подобное) для обтюрации пороховых газов. 
Помимо этого, пыж предотвращает высыпание порохового и дробового заряда из патрона. В дульнозарядных ружьях и пушках, и современных охотничьих ружьях — затычка (пробка), которая отделяет порох от дроби, пули или ядра; а также забивает, предотвращает высыпание и фиксирует заряд. Орудие, в виде пробочника, для вытаскивания пыжа и самого заряда из оружия — пыжевник.

## История
Ранее на Руси (в России) пыж или пыжина — клуб, ком, сверток пеньковый, шерстяной, которым прибивают заряд или вообще, затычка. 
В 1890-е годы пыжи изготавливали из войлока, шерсти, пеньки, кожи, картона, бумаги. В качестве дешёвой эрзац-замены войлочных пыжей при снаряжении ружейных патронов иногда использовали опилки, засыпанные между двумя картонными прокладками.
При использовании бумажного патрона для дульнозарядного оружия, при заряжании стрелок разрывал бумажный патрон, высыпал порох в ствол оружия, затем использовал бумагу в качестве пыжа и досылал сверху пулю.
В 1930-х годах в гаубичной артиллерии заряд пороха в гильзе при раздельном заряжении закрывался пробковым пыжом.
С 1974 года начался выпуск пластмассовых пыжей-обтюраторов с отверстием в центре (используется совместно с фетровым пыжом-наполнителем, который закрывает отверстие). Центральное отверстие предназначено для выхода пороховых газов и улучшает обтюрацию и равномерность дробовой осыпи.
В 1982 году в СССР начали выпуск пороховых пыжей из ворсонита (синтетических штапельных волокон и вискозных волокон с пропиткой полимерным связующим).
Изготовление ружейных пыжей возможно с использованием ручного инструмента. Для серийного изготовления одинаковых пыжей при снаряжении крупных партий патронов используется специализированное оборудование.
В современных патронах заводского изготовления в основном используются полиэтиленовые пыж-контейнеры, отлитые как единое целое и состоящие из обтюратора, амортизатора и контейнера, вмещающего дробь или картечь.